# Wolfgang Grassmann
Wolfgang Grassmann (* 20. Februar 1898 in München; † 6. August 1978 in Herrsching am Ammersee) war ein deutscher Chemiker und zweiter Direktor des Kaiser-Wilhelm-Instituts für Lederforschung (KWI für Lederforschung) in Dresden, dessen Arbeit nach dem Krieg im Max-Planck-Institut für Eiweiß- und Lederforschung in München seine Fortsetzung fand.

## Leben
Grassman war der Sohn eines bekannten Münchener Facharztes und Herzspezialisten. Nach dem Notabitur nahm Grassmann am Ersten Weltkrieg teil. Von Dezember 1916 bis Januar 1919 war er Angehöriger des Bayerischen Gebirgsinfanterie Ersatzbataillon. Nach Kriegsende schloss er sich dem Freikorps Epp an und war an der Niederschlagung der Münchner Räterepublik beteiligt. Seit 1919 studierte Grassmann in München Chemie und promovierte 1924 beim Nobelpreisträger Richard Willstätter. Während seines Studiums wurde er Mitglied des AGV München. Im Anschluss an sein Studium arbeitete er als Assistent am Chemischen Laboratorium der Bayerischen Akademie der Wissenschaften. Unter anderem zusammen mit seinem Kommilitonen und späteren NS-Wehrwirtschaftsführer für „Chemische Kampfstoffe“ Otto Ambros. Sein Arbeitsschwerpunkt lag in der organischen Chemie der eiweißspaltenden Enzyme. 1928 habilitierte sich Grassmann und war ab 1929 Privatdozent an der Universität München.
Ende 1933 trat Grassmann in die SA ein, die er aus Prestigegründen nach der Röhm-Krise im November 1935 wieder verließ. Einen Antrag auf Mitgliedschaft in der NSDAP lehnte ein Partei-Schiedsgericht im Januar 1944 aus Altersgründen ab. Die Direktion des KWI für Lederforschung in Dresden übernahm Grassmann im Juni 1934. Sein Vorgänger, der Chemiker Max Bergmann, wurde nach dem Gesetz zur Wiederherstellung des Berufsbeamtentums wegen seiner jüdischen Herkunft entlassen und musste emigrieren. Ende 1934 bekam Grassmann eine Honorarprofessur für Lederchemie an der Technischen Hochschule Dresden. Seit Sommer 1936 beteiligte sich das Kaiser-Wilhelm-Institut für Lederforschung in Dresden an dem Vierjahres-Plan hinsichtlich der Versorgung mit heimischen Gerb- und Lederstoffen mit. Grassmann arbeitete ebenso im Rohstoff- und Devisenstab (seit Juni 1937) mit und im Oktober 1940 wurde er zum Leiter des Vierjahresplaninstituts ernannt. Als kriegswirtschaftliches Ziel wurde die Autarkie Deutschlands in Bezug auf Gerbstoffe und Lederrohhäute verfolgt. Grassmann setzte sich im Mai 1940 als Sachverständiger der Wirtschaftsgruppe Leder dafür ein, dass Häftlinge des Schuhläufer-Kommandos im Konzentrationslager Sachsenhausen auf der sogenannten „Schuhprüfstrecke“ zu Trageversuchen herangezogen wurden. Hierbei ging es unter anderem um Belastungstests von diversen Schulmaterialien. Im Sachsenhausen-Prozess von 1947 wurden der Leiter der Schuhprüfstelle, Ernst Brennscheid, angeklagt, Grassmann hingegen nicht. In Kooperation bzw. im Rahmen eines Mitarbeitervertrages mit der I.G. Farbenindustrie erforschte Grassmann Verfahren, Leder gegen den Kampfstoff Lost zu imprägnieren. Der I.G. Farbenkonzern sicherte sich durch den Vertrag die Patentrechte aus den Forschungen Grassmanns, der dafür eine jährliche Zuwendung von 4200 Reichsmark erhielt.
1948 wurde Grassmann Direktor des neugegründeten Max-Planck-Instituts für Eiweiß- und Lederforschung in Regensburg, das 1957 nach München umsiedelte. Seit 1959 war er ordentliches Mitglied der Bayerischen Akademie der Wissenschaften.

## Veröffentlichungen (Auswahl)
- Zur Kenntnis des sterischen Verlaufs der Cyclopentadien-polymerisation über den Abbau von Cyclo-olefinen mit seleniger Säure. Dissertation Kiel 1933.
- mit A. Bertho: Biochemisches Praktikum. Walter de Gruyter & Co., Berlin 1936.
- mit Wilhelm Ackermann: Handbuch der Gerbereichemie und Lederfabrikation. Die Rohhaut und ihre Vorbereitung zur Gerbung. Springer, Wien 1968.